# M-demokraterna
M-demokratena var ett lokalt politiskt parti som var registrerat för val till kommunfullmäktige i Kävlinge kommun. Partiet var representerat i Kävlinge kommunfullmäktige under mandatperioden 1994–1998.